# Regione Orientale (Marocco)
La Regione Orientale (in arabo: الجهة الشرقية, in berbero: ⵜⴰⴳⵎⵓⴹⴰⵏⵜ) è una delle 12 Regioni del Marocco in vigore dal 2015.
La regione comprende le prefetture e province di:
- Prefettura di Oujda-Angad
- Provincia di Berkane
- Provincia di Driouch
- Provincia di Figuig
- Provincia di Guercif
- Provincia di Jerada
- Provincia di Nador
- Provincia di Taourirt

All'interno della regione si trova l'enclave spagnola di Melilla.